# Asarum nanchuanense
Asarum nanchuanense är en piprankeväxtart som beskrevs av C. S. Yang & J. L. Wu in C. Y. Cheng & C. S. Yang. Asarum nanchuanense ingår i släktet hasselörter, och familjen piprankeväxter. Inga underarter finns listade i Catalogue of Life.